# Almașu Mic (okręg Hunedoara)
Almașu Mic – wieś w Rumunii, w okręgu Hunedoara, w gminie Pestișu Mic. W 2011 roku liczyła 58 mieszkańców.